# Adela Rogojinaru
 (juillet 2016).
Adela Rogojinaru, née à Roșiorii de Vede le 25 mars 1963 et morte à Bucarest le 7 août 2014, a été docteur ès lettres, professeur de relations publiques à la faculté des lettres de l'université de Bucarest, directeur du Département des sciences de la communication, membre du Conseil de la faculté des lettres et du Sénat de l'université de Bucarest.
Elle a également été présidente du Comité exécutif de l'EUPRERA (European Public Relations Education and Research Association), président du Département de communication stratégique et organisationnelle de l'ECREA (European Communication Research and Education Association), membre du Jury d'honneur de l'ARRP (l'Association roumaine des professionnels en relations publiques, membre de l'ICA (International Communication Association) et membre de l'AMCR (International Association for Media and Communication Research).

## Biographie
Elle est diplômée de la faculté des lettres de l'université de Bucarest, dont elle a poursuivi les études de 1981 à 1985. Jusqu'en 1990, elle enseigne au secondaire ; par la suite, profitant du dégel académique et culturel intervenu après la chute du communisme, elle devient chercheuse auprès de l'Institut des sciences de l'éducation de Bucarest. Elle a fondé la branche roumaine de l'Association internationale pour la  lecture (IRA-International Reading Association), dont elle a été le premier président (à partir de 1992). Elle a également été rédacteur en chef du Bulletin d'information du Comité européen de l'IRA (de 1993 à 1999), membre du Comité scientifique (Editorial Advisory Group) de la revue de recherche sur la lecture Wiley de l'Association britannique pour l'alphabétisation britannique (de 1995 à 2000) et membre du Jury d'honneur de l'ARRP (l'Association roumaine des professionnels en relations publiques),.
En 1998, elle devient maître de conférences au Département de communication et relations publiques de la faculté des lettres, université de Bucarest. Par la suite, elle est professeur agrégé (2006) et professeur (2013). À partir de 2000, elle dirige le Centre pour l'enseignement à distance de la faculté des lettres, université de Bucarest. En 2004, pour trois mandats consécutifs, elle est élue titulaire de la Chaire du Département de communication et relations publiques. En parallèle, de 2000 à 2007, elle participe activement à la réforme de  l'enseignement en Roumanie. Après 2000, son activité scientifique concerne notamment le domaine des relations publiques. C'est également le moment de sa consécration professionnelle à l'international.
C'est dans l'organisation des manifestations scientifiques européennes et franco-roumaines qu'Adela Rogojinaru s'est tout particulièrement impliquée. Elle a été présidente du Département de communication stratégique et organisationnelle de l'ECREA. Elle a respectivement fait partie du comité scientifique du colloque franco-roumain (Bucarest, 2007, 2008, 2009, 2010, 2011, 2013), du comité scientifique de l'ACFAS (Association francophone pour le savoir) (Montréal, 10-14 mai 2010) et du comité scientifique du XVIe congrès de la SFSIC (Société française des sciences de l'information et de la communication) (Compiègne, 11-13 juin 2008). En 2009, elle a organisé le congrès de l'EUPRERA – Congress Corporate citizens of the third millennium. Towards a Shared European Perspective – qui s'est tenu à Bucarest, du 23 au 26 septembre.
À partir de 2009, elle a été élue deux fois d'affilée (respectivement de 2011 à 2013 et de 2013 à 2015) directrice exécutive de l'EUPRERA,,. 
Durant ses mandats, elle a participé à l'organisation des conférences et des congrès annuels de l'EUPRERA : « Communication in a Changing Society : Dynamics, Risks and Uncertainty », Université de Jyväskylä, Finlande, 23-24 septembre 2010; « Public Relations in a Time of Turbulence », Université métropolitaine de Leeds, Grande-Bretagne, 8-10 septembre, 2011,; « Researching the Changing Profession of Public Relations », Université d'Istanbul; Turquie, 20-22 septembre 2012 et « Strategic Public Relations. Public Values and Cultural Identity », Ecole de communication et de relation publiques Blanquerna, Université Ramon Llull de Barcelone, Espagne, 3-5 octobre 2013,. Elle a également contribué à la mise en place du master paneuropéen Marpe, un projet de l'EUPRERA, qui offre aux étudiants la possibilité d'étudier les relations publiques dans un contexte européen.

## Conférences
- Sinergie Congress, Corporate Governance and Strategic Communication, Milan, 10-11 novembre 2011
- Colloque International A la recherché des publics populaires, premier volet, Université Nancy 2, Nancy, 20-21 octobre 2011.
- ECREA-OSC Worskshop, The Dialogue Imperative. Trends and challenges in strategic and organizational communication, 2011
- EUPRERA Spring Symposium, Beyond Online: Is Public Relations adapting, evolving ... or failing?, 2011
- EUPRERA Congress, Public Relations in a Time of Turbulences, 8-10 septembre 2011
- EUPRERA Spring Symposium, Social Media Revisited: New challenges for internal communication, reputation, education and the public sector, Gand, 25- 27 février 2010.
- EUPRERA Congress, Communication in a changing society; dynamics, risks and uncertainty,Jyväskylä, Finlande, 23-25 septembre 2010.
- ECREA Conference, Transcultural Communication – Intercultural Comparisons, Hambourg Hamburg, 12-15 octobre
- EUPRERA Congress, Corporate Citizen for the Third Millenium. Towards a European Shared Perspective, Bucarest, 2009 (organisatrice de congrès).
- ECREA Conference, Barcelone, Communication policies and culture in Europe, 25-28 novembre 2008
- EUPRERA Congress, Milan, Institutionalizing Public Relations and Corporate Communication, 16-18 octobre 2008
- EUPRERA Congress, Roskilde, Organisation and Society – Legitimacy in a changing world, 27-30 septembre 2007.

## Prix et distinctions
Lors du Gala Romanian PR Award 2014, elle s'est vu attribuer le Outstanding Award pour sa contribution « à la formation des nouvelles générations, pour avoir introduit les relations publiques parmi les disciplines académiques, pour avoir créé le master de modèles de communication et de relations publiques à l'université de Bucarest et pour avoir représenté de manière exceptionnelle l'école roumaine de relations publiques sur le plan international »,